# Polyalthia chlorantha
Polyalthia chlorantha är en kirimojaväxtart som beskrevs av Karl Moritz Schumann och Carl Karl Adolf Georg Lauterbach. Polyalthia chlorantha ingår i släktet Polyalthia och familjen kirimojaväxter. Inga underarter finns listade i Catalogue of Life.